# Куїнджі Архип Іванович
Архи́п Іва́нович Куї́нджі (справжнє прізвище — Куюмджі), 15 (27) січня 1841, Карасівка, нині частина Маріуполя, — 11 (24) липня 1910, Петербург) — український живописець-пейзажист і педагог грецького походження з північного Приазов'я.

## Життєпис

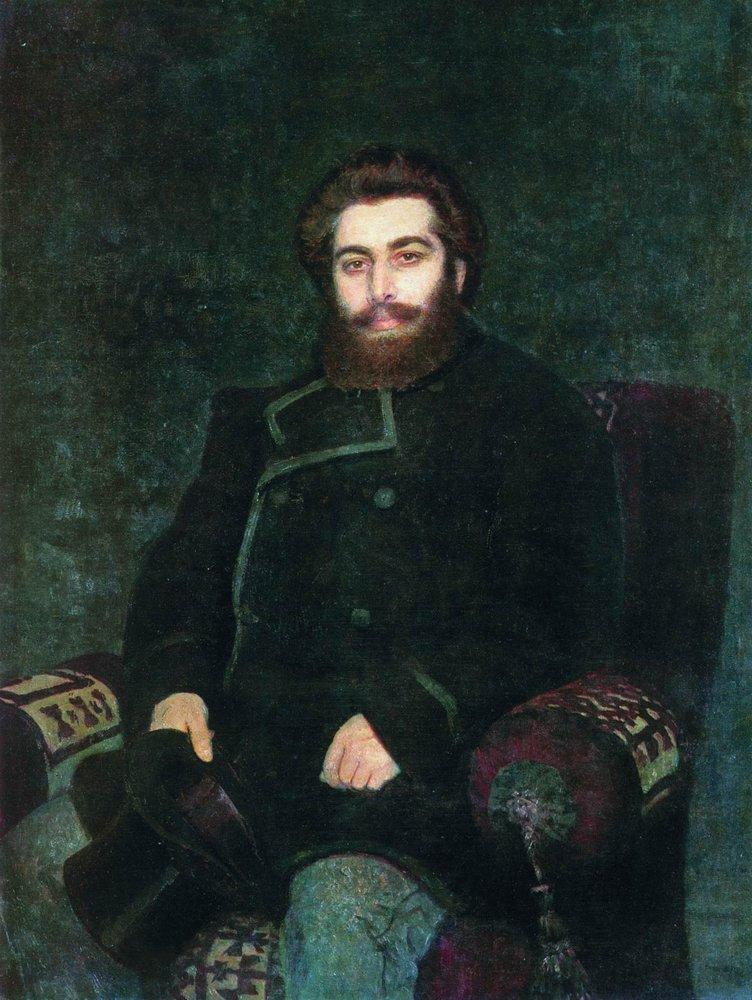
Ілля Рєпін. «Портрет художника Архипа Івановича Куїнджі», 1877

### Дата народження
Точна дата народження Куїнджі невідома. Довгий час загальноприйнятим роком народження був 1842, однак документи, знайдені в архівах Донецької області, свідчать, що він не міг народитися раніше 1841 року. У метричній книзі в записі про вінчання, яке відбулося у 1875 році, вік нареченого вказано як 34 роки. Крім того, в останньому паспорті Куїнджі вказано, що він помер у 1910 році у віці 69 років.
Дати народження не знав і сам Куїнджі. На запит Петербурзької академії мистецтв з проханням уточнити свій вік, Куїнджі «чітко вивів рік народження — 1841 рік, потім невпевнено написав „січень“ і кілька разів його перекреслив».
Свої іменини Куїнджі відзначав 19 лютого (4 березня за новим стилем) — у день пам'яті святого Архипа Колосійського.

### Дитячі та юнацькі роки.
Архип Куїнджі (у перекладі з урумської прізвище Куїнджі означає «золотар»; «майстер золотих справ») народився в сім'ї бідного шевця-грека в передмісті Маріуполя — селі Карасу (тепер — вулиця Карасівська). У метриці він мав прізвище Еменджі — «трудова людина». Хлопчик рано втратив батьків і виховувався в тітки та дядька по батьківській лінії. За допомогою родичів Архип вивчився на вчителя грецької граматики, потім, після домашніх занять, деякий час відвідував міське училище. За спогадами товаришів, навчався він погано, зате вже тоді захоплювався живописом і малював на будь-якому зручному матеріалі — на стінах, парканах і клаптиках паперу.
Хлопчик жив дуже бідно, тому змалку наймався на роботи — пас гусей, служив у підрядника Чабаненка на будівництві церкви, де йому було доручено вести облік цегли, потім служив у хліботорговця Аморетті. Саме останній (за іншою версією, це був його знайомий, хліботорговець Дуранте) якось зауважив малюнки Архипа і порадив йому поїхати в Крим до знаменитого живописця Івана Костянтиновича Айвазовського. Влітку 1855 року Куїнджі приїхав до Феодосії і спробував стати учнем художника, однак йому було доручено лише товкти фарби і фарбувати паркан. Невелику допомогу в живописі надав Архипові Івановичу лише молодий родич Айвазовського, який копіював картини майстра і гостював тоді у нього. Після двох місяців проживання в Феодосії Архип повернувся до Маріуполя, де став працювати ретушером у місцевого фотографа, але через кілька місяців поїхав до Одеси, де також зайнявся ретушуванням. Через три роки, в 1860 році, юнак поїхав до Таганрога, де до 1865 року працював ретушером у фотостудії С. С. Ісаковича (Петровська вулиця, 82). Весь цей час Куїнджі продовжував малювати.

### Навчання в художній академії та знайомство з передвижниками.
У 1865 вирішив вступити до Академії мистецтв і поїхав до Санкт-Петербурга, проте перші дві спроби виявилися невдалими.
Нарешті в 1868 він створив картину «Татарська сакля у Криму» (написана під очевидним впливом Івана Айвазовського, не збереглася до наших часів) і виставив на академічній виставці. В результаті 15 вересня Рада Академії мистецтв надала Куїнджі звання вільного художника. Однак тільки після подачі прохання до Академічної ради йому було дозволено скласти іспити з головних і спеціальних предметів для отримання диплома.
У 1870 отримав звання некласного художника і з третьої спроби став вільним слухачем Імператорської Академії мистецтв. У цей час він познайомився з художниками-пересувниками, в числі яких були Іван Крамськой та Ілля Рєпін. Це знайомство мало великий вплив на творчість Куїнджі, поклавши початок реалістичному сприйняттю ним дійсності.
Захоплення ідеями пересувників привело Куїнджі до створення таких робіт, як «Осіннє бездоріжжя» (1872, Державний Російський музей, Санкт-Петербург), за яку він отримав звання класного художника, «Забуте село» (1874, Державна Третьяковська галерея, Москва), «Чумацький шлях в Маріуполі» (1875, Державна Третьяковська галерея, Москва). У цих картинах переважала соціальна ідея, прагнення висловити свої громадянські почуття, тому вони були написані темними похмурими кольорами. Правда, остання картина виділялася серед них та інших пейзажів пересувників різноманітнішою барвистою гамою і ускладненими колористичними рішеннями, що певною мірою знімало відчуття тяжкості та смутку і додавало в роботу відтінок співчуття зображеним героям. Всі ці роботи були виставлені на виставках Товариства пересувників і мали великий успіх. Про Куїнджі і його роботи заговорили, і він, повіривши в свої сили, перестав відвідувати заняття в Академії.

### Розквіт творчості (1870-ті роки).

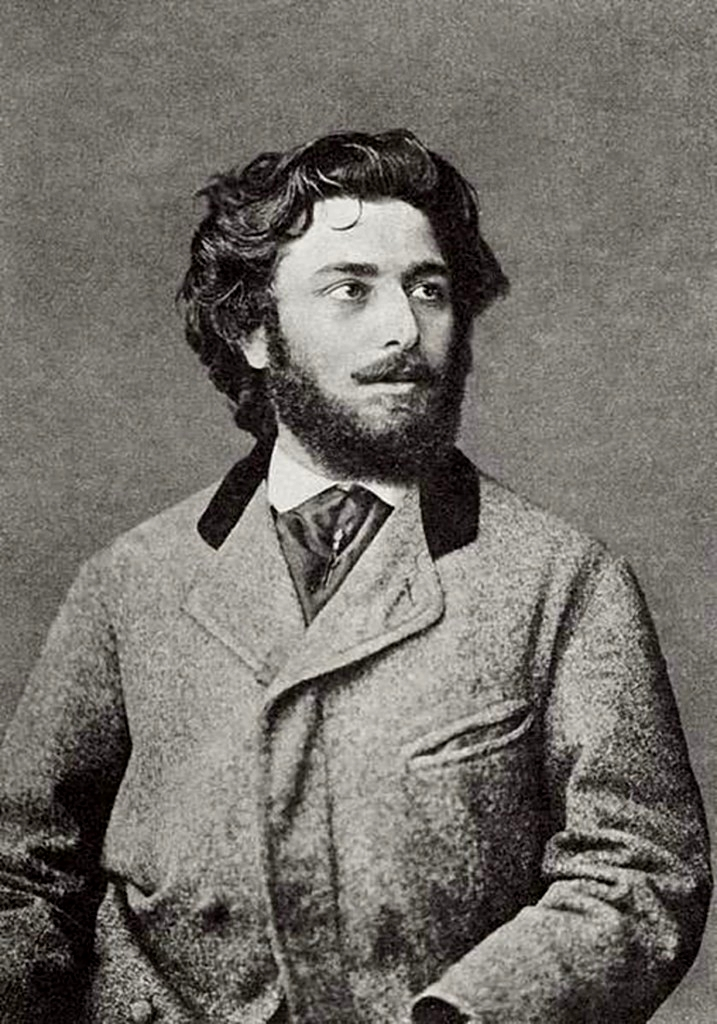
У 1870-х

Однак Куїнджі зовсім не був бездумним відтворювачем ідей пересувників. З 1870 художник неодноразово бував на острові Валаам, улюбленому місці петербурзьких пейзажистів, і в 1873 створив два чудові пейзажі — «На острові Валаамі» (Державна Третьяковська галерея, Москва) і «Ладозьке озеро» (Державний Російський музей, Санкт-Петербург), які стали своєрідним проривом пейзажів пересувників, і якоюсь мірою, відходом від цього напрямку творчості. Картина «На острові Валаамі» виділялася реалістичною передачею природи і використанням романтичних елементів — тривожної світлотіні, умовного грозового неба і таємничого мерехтіння тіні. Полотно експонувалося на академічній виставці, потім — у Відні і, врешті-решт, стало першою картиною Куїнджі, яку купив для своєї колекції П. М. Третьяков.
Картина «Ладозьке озеро» привертала до себе увагу, крім витонченого, легкого і тонко написаного пейзажу, ефектом кам'янистого дна, що просвічується крізь прозору воду. З нею був пов'язаний гучний скандал, що вибухнув через десять років: у 1883 році з'явилася картина Руфіна Судковського «Мертвий штиль», у якій був застосований такий же прийом. Куїнджі звинуватив Судковського в плагіаті, посварився з ним, хоча до цього випадку художники дружили, і зажадав, щоб у пресі, що ставила «Мертвий штиль» в один ряд з його кращими творами, уточнили момент про авторське право, що належав йому. У скандал були втягнуті й інші петербурзькі художники, одні з яких виступили на стороні Судковського, інші — на боці Куїнджі. Крамськой і Рєпін відкрито називали «Мертвий штиль» «прямим запозиченням». Зрештою перемога залишилася за Куїнджі.
У 1875 побував у Франції, де замовив весільний фрак з циліндром. З Франції художник вирушив до Маріуполя, де обвінчався з дочкою багатого маріупольського купця Вірою Леонтіївною Кечеджі-Шаповаловою, яку покохав ще юнаком. Після весілля молодята вирушили на Валаам. У тому ж році на виставці Товариства пересувних художніх виставок Куїнджі виставив картину «Степи», а в 1876 році — «Українську ніч» (Державна Третьяковська галерея, Москва), що викликала загальне захоплення у публіки незвичним, майже декоративно зображеним пейзажем. Цією роботою почався так званий «романтичний період» творчості художника, який ознаменувався активними творчими пошуками. Головним виразним засобом стала глибинність простору за рахунок уплощенняя предметів, а пошук нових образотворчих засобів згодом привів до створення оригінальної декоративної системи. Крім того, художник розробив яскравий колір, що ґрунтується на системі доповнювальних кольорів. Для російського мистецтва це стало новаторством — раніше подібний засіб не застосовувався.
У 1875 році Куїнджі прийняли членом Товариства пересувників, проте вже з наступного року живописець відмовився від ідей пересувництва у своїх картинах. Головним для нього стало прагнення не тлумачити життя, подібно до пересувників, а насолоджуватися ним, його красою, а також, певною мірою, «тлумачення життя відповідно до своїх уявлень про прекрасне». Найчастіше це призводило до того, що сучасникам, при всьому захопленні талантом художника, було складно дати правильну оцінку його роботам.
У 1878 на Всесвітній виставці в Парижі за присутності подружжя Куїнджі були виставлені твори художника, що викликали загальне захоплення, як публіки, так і критиків. Усі звернули увагу на відсутність в його роботах іноземного впливу. Відомий критик і захисник імпресіонізму Еміль Дюранті називав Куїнджі «найцікавішим серед молодих російських художників, у якого більше, ніж у інших, відчувається оригінальна національність». В цьому ж році художник почав працювати над картиною «Вечір в Україні», над якою працював 23 роки.
У 1879 представив публіці своєрідну трилогію пейзажів «Північ», «Березовий гай» і «Після дощу» (всі — Державна Третьяковська галерея, Москва). Пейзажі продемонстрували глибоке вивчення художником імпресіонізму. І хоча він не застосовував у своїй творчості класичних імпресіоністичних прийомів, захоплення передачею світло-повітряного середовища різними способами (поділ кольорових динамічних і переривчастих мазків, уривчастість, і легкість в зображенні неба, тонке поєднання різних кольорів) було присутнє в його роботах.
21 березня 1879 Куїнджі і М. К. Клодт були обрані в ревізійну комісію Товариства пересувників, але вже до кінця року Куїнджі остаточно порвав з пересувниками. Приводом до розриву послужила анонімна стаття в одній з газет, де критик різко відгукувався про творчість Куїнджі і загалом про Товариство пересувників. Зокрема, Куїнджі звинувачувався в одноманітності, зловживанні особливим освітленням при подачі картин і прагненні до надмірної ефектності. Через деякий час стало відомо ім'я критика — ним виявився Клодт. Куїнджі зажадав виключення Клодта з Товариства пересувників, проте зрозумівши, що того не виключать (Клодт був професором Академії мистецтв), сам оголосив про вихід зі складу Товариства, попри те, що його вмовляли залишитися. Багато дослідників (зокрема, В. С. Манін), спираючись на спогади І. Н. Крамського про цей випадок, припускають, що історія з Клодтом стала для Куїнджі тільки приводом для виходу з Товариства. Сам розрив назрівав уже давно: Куїнджі не тільки впевнено йшов своїм шляхом, але й повністю усвідомлював і ступінь своєї популярності, і своє місце в російському та європейському живописі. Товариство пересувників було для нього багато в чому стримувальним, що обмежувало його талант суворими рамками, тому розрив із ним був справою часу. Однак до кінця життя художник підтримував дружні стосунки з багатьма пересувниками, часто був присутній на їх засіданнях, а в 1882 на похороні В. Г. Перова сказав від їх імені невелику, але яскраву, сильну і щиру промову, яку присутні, за свідченням М. В. Нестерова, слухали благоговійно.
Одним з наслідків виходу Куїнджі з Товариства стала влаштована ним у жовтні-листопаді 1880 в Товаристві заохочення мистецтв виставка однієї картини «Місячна ніч на Дніпрі» (1880, Державний Російський музей, Санкт-Петербург). Художник дуже ретельно підійшов до організації виставки: задрапував у залі вікна і підсвітив картину променем електричного світла. Витвір мав небувалий успіх і викликав справжній ажіотаж серед публіки: картина вражала новими, ефектними поєднаннями кольорів, для досягнення яких художник проводив експерименти з барвистими пігментами й інтенсивно застосовував бітум. Згодом виявилося, що асфальтові фарби неміцні і під впливом світла й повітря розкладаються і темніють. Ця особливість зіграла свою роль у долі картини. Її мріяли придбати багато колекціонерів, але Куїнджі продав її Великому князю Костянтину Костянтиновичу, який узяв твір із собою в навколосвітню подорож. Багато відмовляли Великого князя від такого рішення, але він залишився непохитний, і в результаті під дією морського повітря склад фарб змінився, що призвело до потемніння пейзажу. Однак краса, глибина і міць картини досі відчувається глядачем. У цій картині вже виразно виявляються елементи філософського пейзажу, що знаменувало перехід творчості Куїнджі на принципово інший рівень, де основним прагненням стало не втілення реальності на полотні, а роздуми про неї і тим самим «осягнення кінцевого значення речей».

### Роки самітництва.
У 1881 році Куїнджі влаштував моновиставку ще однієї картини — «Березовий гай» (1879, Державна Третьяковська галерея, Москва), що мала такий же успіх, а в 1882 році представив публіці нову картину «Дніпро вранці» (1881, Державна Третьяковська галерея, Москва). Однак цей твір було прийнято публікою на подив скептично і навіть з деякою прохолодою. У червні того ж року в пасажі Солодовнікова на Кузнецькому Мосту Куїнджі влаштував виставку двох картин — «Березовий гай» та «Місячна ніч на Дніпрі», після якої «замовк» на двадцять років, усамітнившись у своїй майстерні, нікому не показуючи свої твори. Досі до кінця не відомі причини, за якими художник, перебуваючи на піку слави, зважився на подібне самітництво, але, мабуть, він просто втомився від галасу, що супроводжувала кожну його виставку: адже поряд із захопленими оцінками і думками йому доводилося чути й різні звинувачення на свою адресу — серед них і прагнення до дешевих ефектів, і використання прихованого підсвічування картин аби додати їм таємничого вигляду. Публіка і критики вважали, що Куїнджі вичерпав себе, але це було не так: живописець продовжував невпинно працювати в різних стилях, одночасно шукаючи нові пігменти і ґрунтові основи для фарб, щоб вони були стійкими до впливу повітряного середовища і зберігали б свою первісну яскравість. У ці роки він створив близько п'ятисот ескізів і повноцінних творів живопису, багато з яких, за прикладом імпресіоністів, об'єднувались у тематичні серії, та близько трьохсот графічних робіт.
У 1886 році художник купив за 30 тисяч рублів ділянку в Криму площею 245 десятин біля селища Кікенеїз і перший час жив там з дружиною самотньо в курені. Згодом на цій ділянці виник невеликий маєток Сара Кікенеїз, куди Куїнджі часто приїжджав зі своїми учнями для проведення літньої практики на пленері.
У 1888 році Куїнджі на запрошення художника-пересувника М О. Ярошенко побував на Кавказі, де вони стали свідками рідкісного гірського явища — Брокенського привида (відображення своїх збільшених фігур на райдужно забарвленій хмарі). Після повернення в Санкт-Петербург надзвичайно вражений поїздкою живописець створив ряд прекрасних гірських пейзажів, у яких романтизм остаточно злився з філософським пейзажем. Головною особливістю картин було уявлення про Кавказ як про символ якоїсь ідеальної і недосяжної країни. Деякі дослідники вважають, що ці полотна і образ Кавказу надихнули М. К. Реріха на створення гімалайських пейзажів.
У 1901 році Куїнджі порушив самітництво і показав своїм учням, а потім і деяким друзям чотири картини — закінчений «Вечір в Україні» (Державний Російський музей, Санкт-Петербург), «Христос в Гефсиманському саду» (1901, Воронцовський палац-музей, Алупка), третій варіант «Березовий гай» (1901, Національний художній музей Республіки Білорусь, Мінськ) і вже відому «Дніпро вранці». Як і раніше, полотна викликали захват глядачів, і про художника знову заговорили. У листопаді того ж року була влаштована остання публічна виставка робіт живописця, після якої ніхто вже не бачив його нових картин до самої його смерті. Цього разу очевидці виставки спробували пояснити такий вчинок переляком художника перед скептичним ставленням деяких відвідувачів до виставлених творів, однак це пояснення мало кого задовольнило.

### Пізні роки життя. Смерть.

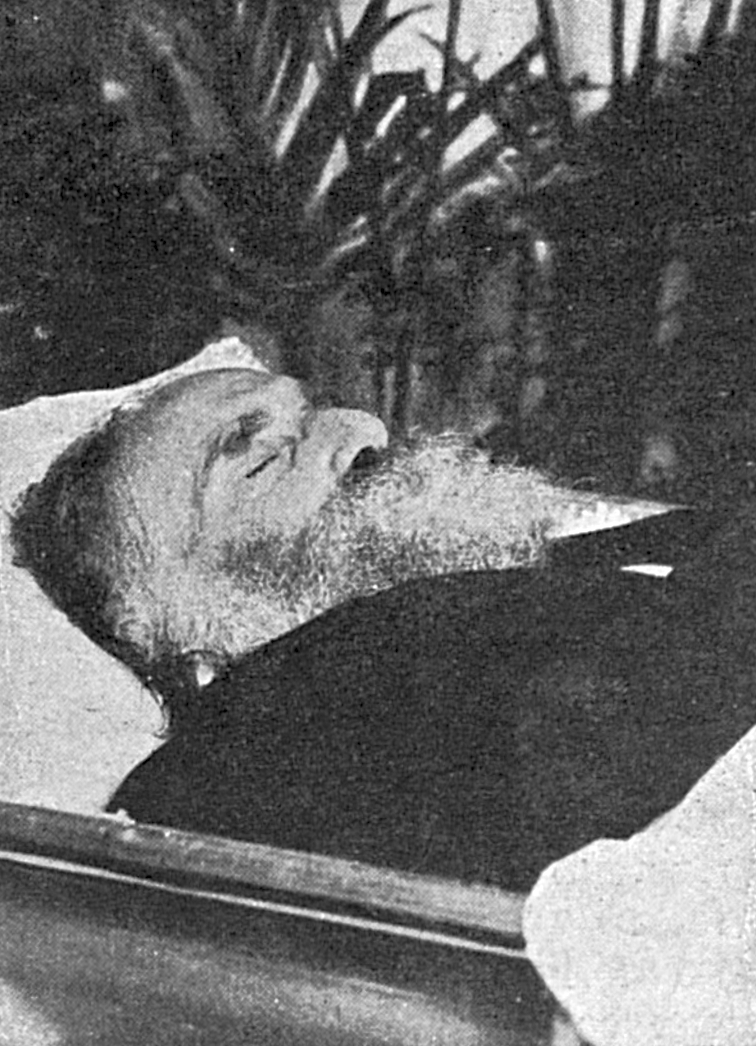
На смертному одрі

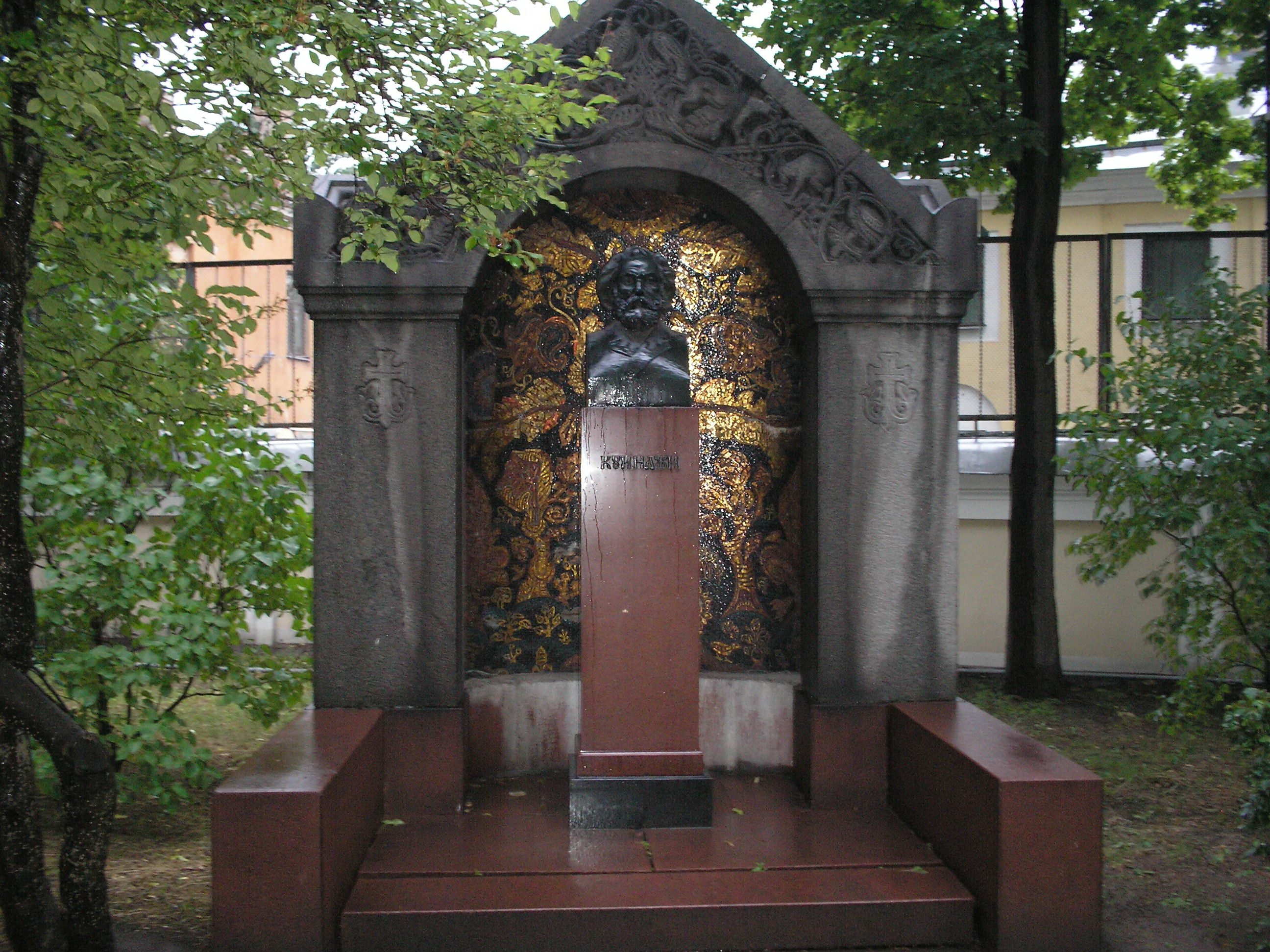
Могила А. І. Куінджі на Тихвинському цвинтарі в Олександро-Невській лаврі (Санкт-Петербург)

Останнє десятиріччя життя ознаменувалося для Куїнджі створенням таких шедеврів, як «Веселка» (1900—1905, Державний Російський музей, Санкт-Петербург), ескізи та етюди до якої він почав писати ще наприкінці XIX століття, «Червоний захід сонця» (1905—1908, Метрополітен-музей, Нью-Йорк) і «Нічне» (1905—1908, Державний Російський музей, Санкт-Петербург). В останній картині поєдналися спогади про дитинство і пристрасть до споглядання неба, а манерою виконання полотно змушувало згадати найкращі ранні роботи Куїнджі.
У 1894—1897 був професором-керівником пейзажної майстерні Вищого художнього училища при Академії мистецтв.
Влітку 1910, перебуваючи в Криму, Куїнджі захворів на запалення легенів. З дозволу лікарів дружина перевезла художника в Санкт-Петербург, але, всупереч надіям на одужання, хвороба прогресувала — далося взнаки хворе серце. Помер Архип Іванович Куїнджі 11 (24) липня 1910 в Санкт-Петербурзі і був похований на Смоленському православному кладовищі. На могилі встановили бронзовий бюст і надгробок — гранітний портал з мозаїчним панно, що зображує міфічне Дерево життя, на гілках якого в'є гніздо змія. Краї панно були обрамлені різьбленням у стилі давніх вікінгів. У створенні надгробка брали участь О. В. Щусєв (проєкт), В. О. Беклемішев (бюст) і М. К. Реріх (ескіз панно), сама ж мозаїка була набрана в майстерні В. А. Фролова. 1952 року прах і надгробок були перенесені на Тихвінське кладовище Олександро-Невської лаври.
Весь свій капітал художник заповів Товариству імені Куїнджі, заснованому за його ініціативою разом з К. Я. Крижицьким у листопаді 1908 для підтримки митців. Дружині призначалася щорічна пенсія 2 500 рублів. У заповіті також були згадані всі живі на той момент родичі художника, частина грошей була пожертвувана церкві, в якій його хрестили, для заснування школи його імені.

## Благодійність
Коли до Куїнджі прийшли визнання і слава, а його картини стали купувати за великі гроші, художник купив у Санкт-Петербурзі на Васильєвському острові прибутковий будинок, відремонтував і до кінця життя використовував його з прибутком, здаючи квартири (адреса — 10-я лінія, д. № 39, будинок побудований в 1876—1877 роках архітектором Е. Ф. Крюгером для купця М. С. Львова, придбаний Куїнджі в 1891 році). При цьому сам він з дружиною жив дуже скромно, більшу частину гонорарів за картини і прибутку від свого будинку віддаючи на благодійність. Так, у 1904 році Куїнджі приніс в дар Академії мистецтв 100 000 рублів для видачі 24 щорічних премій, а в 1909 році пожертвував Спілці художників імені А. І. Куїнджі 150 000 рублів і свій маєток в Криму. В тому ж таки 1909 році він пожертвував Імператорській спілці заохочення мистецтв 11 700 рублів для премії з пейзажного живопису.
На прохання Таганрозького товариства вивчення місцевого краю і місцевої старовини Товариство імені Куїнджі після смерті Архипа Івановича передало в дар Таганрозькому музею етюди майстра «Веселка» та «Хвилі». Сьогодні ж у колекції Таганрозького художнього музею, крім цих робіт, зберігаються ще дві роботи — «Море вночі» і «Забуте село». 1914 року представники цього товариства на відкритті Катеринославської картинної галереї (нині Дніпропетровський художній музей) подарували їй кілька етюдів художника, що відносяться до 1880—1900 років і невідомі широкому загалу. Кожен з цих етюдів згодом ліг в основу великих полотен: етюд «Після грози» передував картині «Село», «Гори» — картині "Снігові вершини. Кавказ "(1890—1895, Державний Російський музей, Санкт-Петербург), а «Хмара над степом» з часом перетворився на «Хмара» (1898—1908, Державний Російський музей, Санкт-Петербург).

## Вплив
Колористичні знахідки й ефекти освітлення в картинах Куїнджі дуже поціновував Врубель Михайло Олександрович; вважав його своїм учителем з колориту.

## Учні Архипа Куїнджі
Досить складним було й залишилось питання про учнів Архипа Куїнджі. Загалом через його пейзажний клас в академії пройшло близько двохсот учнів, долі яких склались по різному. Складні політичні умови і розпад Російської імперії, а згодом і Жовтневий переворот 1917 року розкидали колишніх учнів по різних державних утвореннях. Частина з них, опинившись за кордонами СРСР, вважалась емігрантами і стосунки з ними в СРСР обривали. Одні досягли незначного успіху в СРСР, придушеному комуністичною ідеологією та соціалістичним реалізмом, інші — у Західній Європі (не визнавались у СРСР).
Відомості про колишніх учнів Куїнджі на новому історичному етапі збирає колектив Бібліотеки імені Грушевського. Серед них:
- Вільгельм Пурвіт (Вільгельм Карліс Пурвіт 1872—1945), помер у захопленій нацистами Латвії;
- Рилов Аркадій Олександрович (1870—1939);
- Богаєвський Костянтин Федорович (1872—1943), убитий 1943 року в Криму;
- Микола Реріх (1874—1947), емігрував до Північної Індії, де і помер.
- Столиця Євген Іванович (1870—1929)

## Найвизначніші твори
- «Татарська сакля у Криму» (1868)
- «Степ» (дві картини, 1875)
- «Чумацький шлях у Маріуполі» (1875)
- «Українська ніч» (1876)
- «Вечір в Україні» (1878)
- «Березовий гай» (1879)
- «Місячна ніч на Дніпрі» (1880)
- «Дніпро вранці» (1881)
- «Дуби» (1900—1905)
- «Захід сонця в степу» (1900)
- «Хмари» 1882
- «Море. Крим» (1898—1908)

## Вшанування пам'яті
Вулиці Архипа Куїнджі існують у містах Запоріжжя, Краматорськ, Кривий Ріг, Курахове, Нікополь.

## Галерея

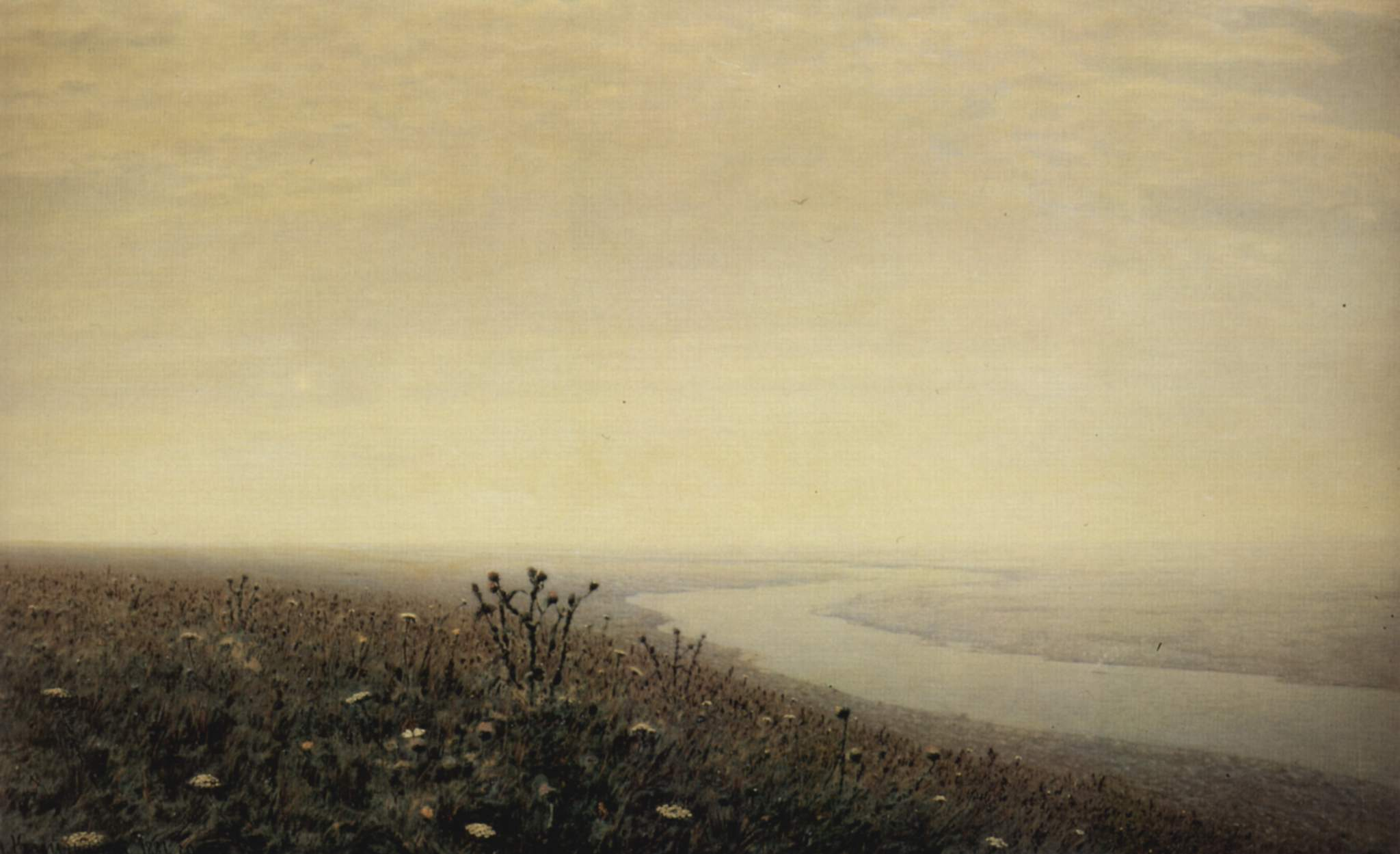
«Дніпро вранці» (1881)
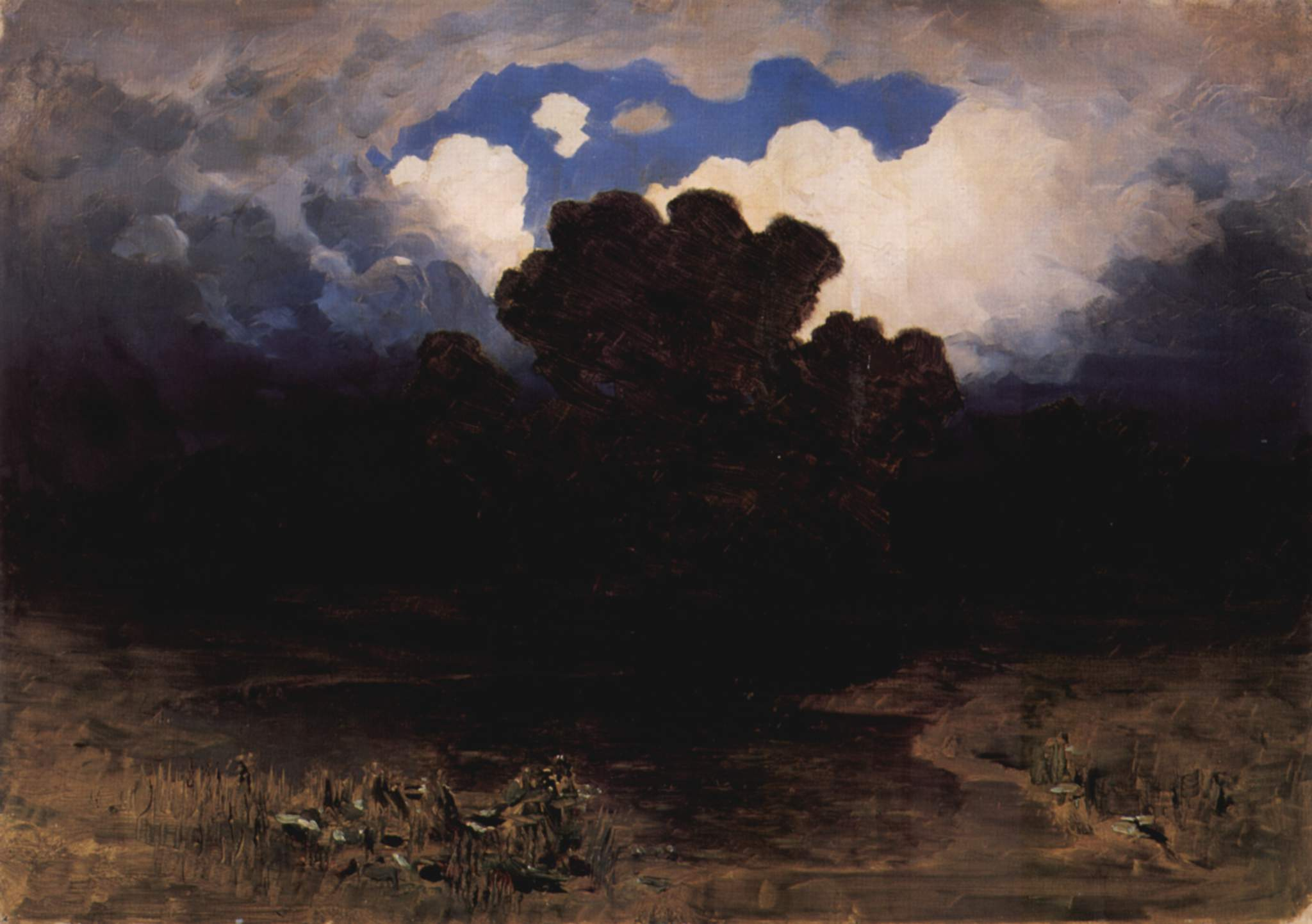
«Хмари» (1882)
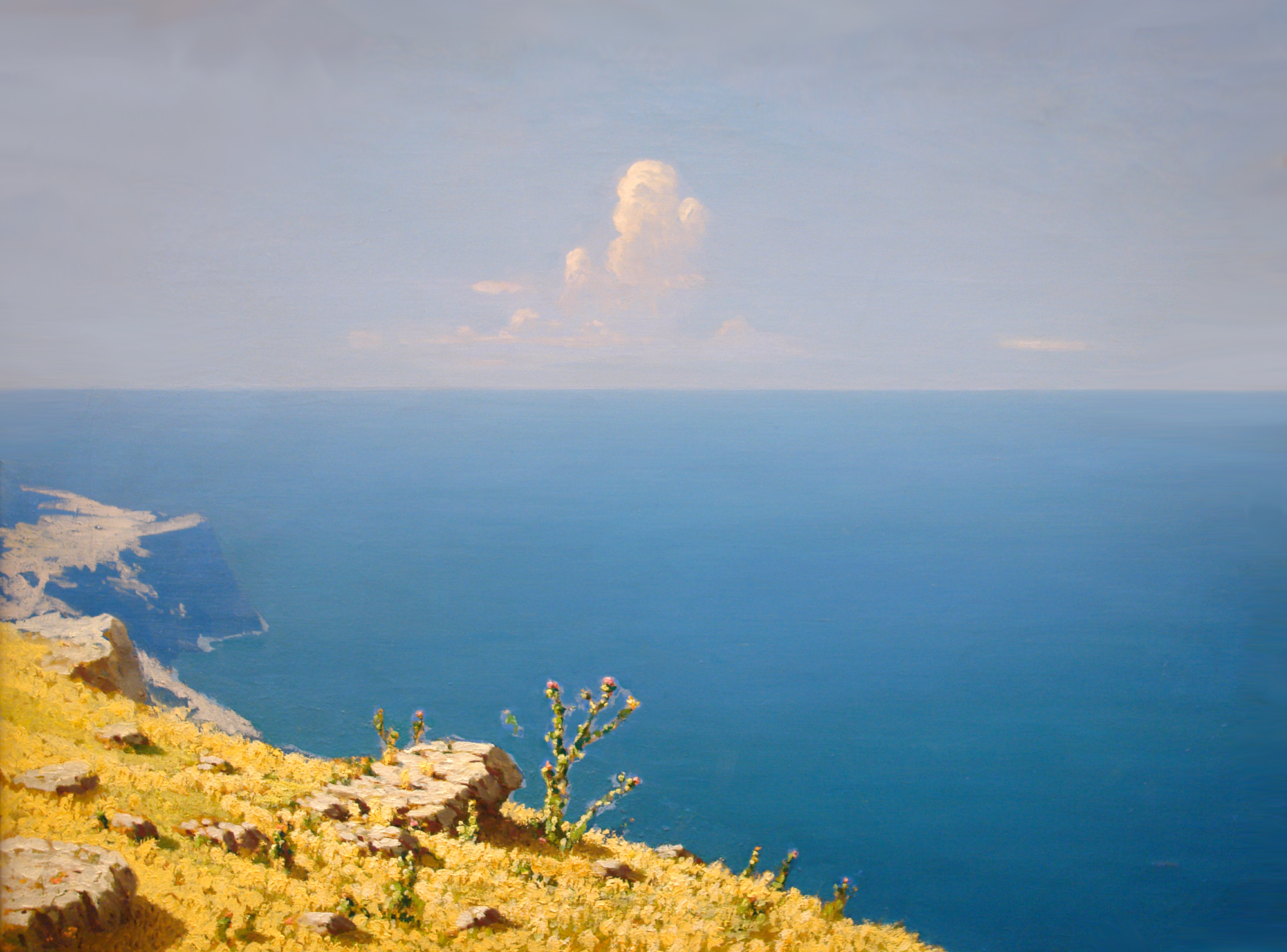
«Море. Крим» (1898–1908)
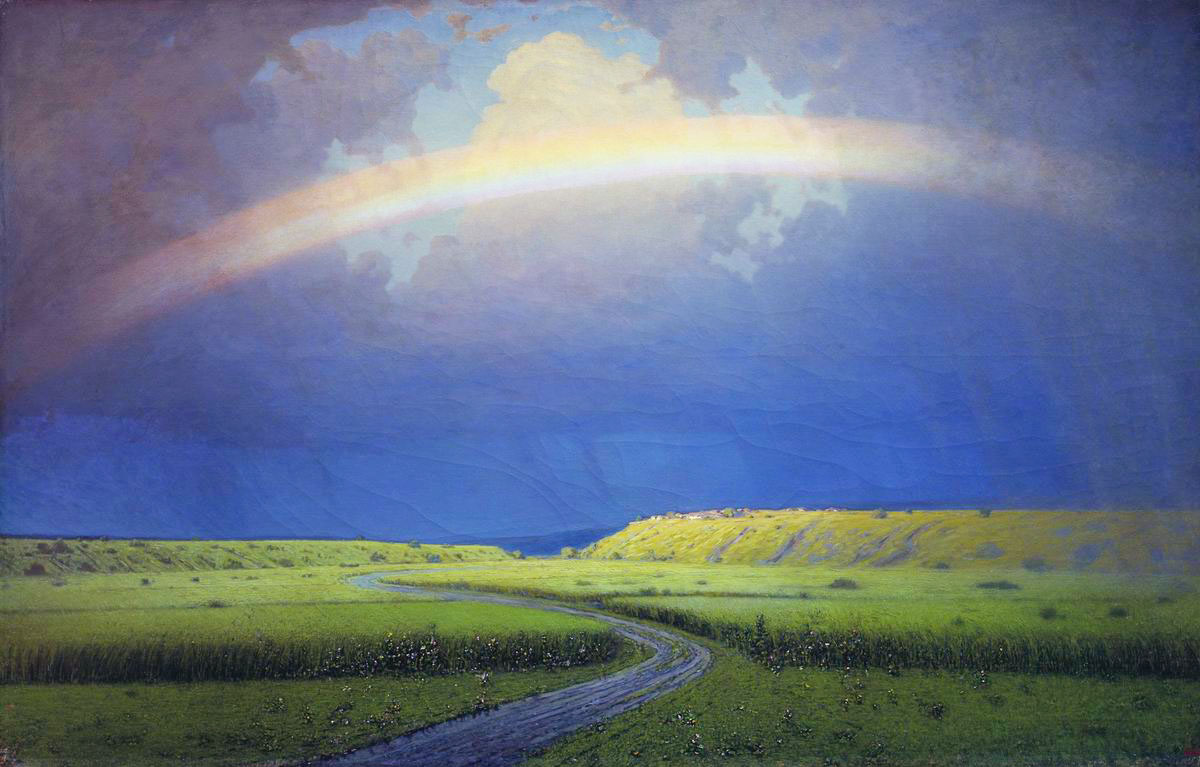
«Веселка» (1900–1905)
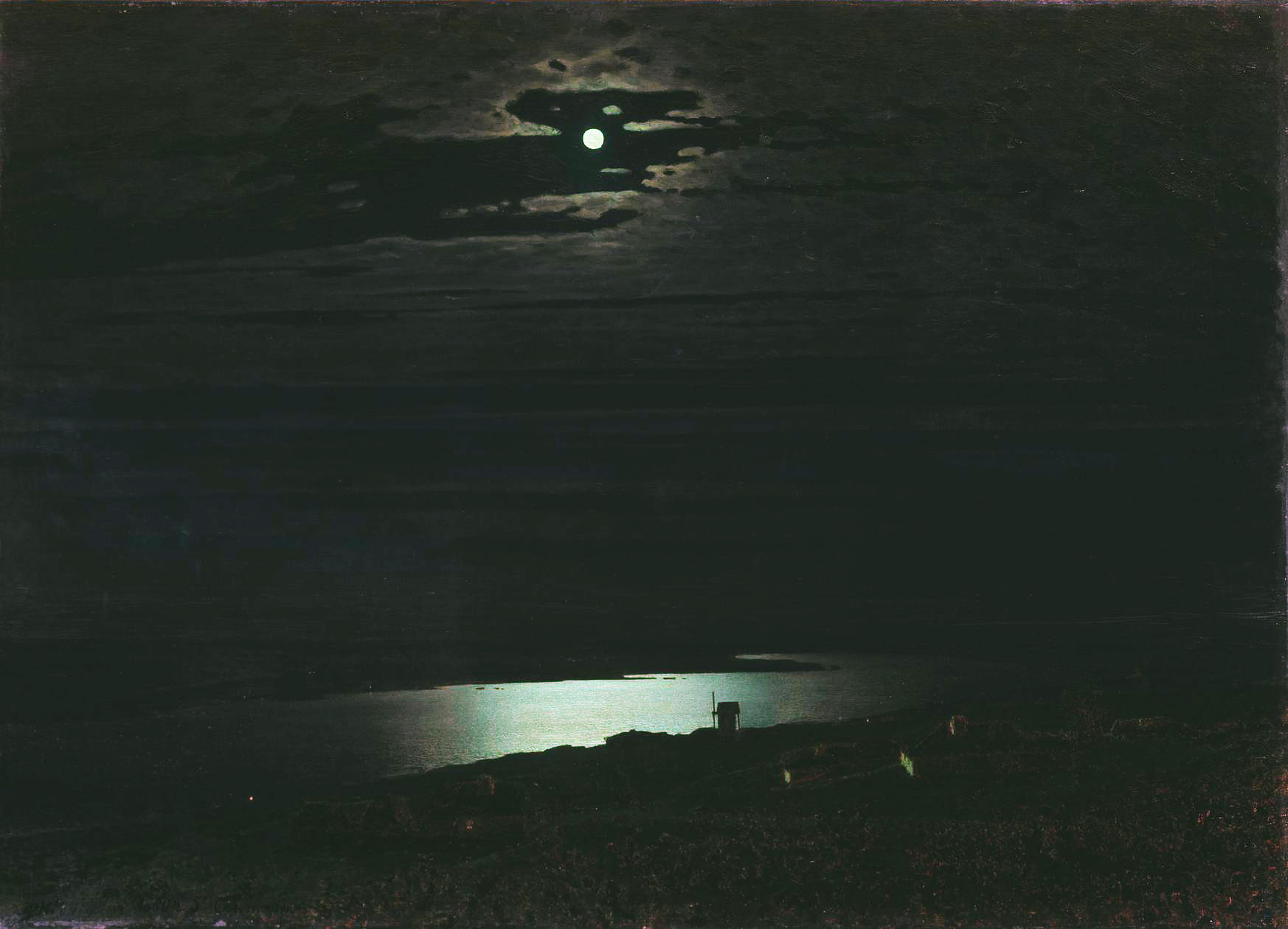
«Місячна ніч на Дніпрі» (1880)
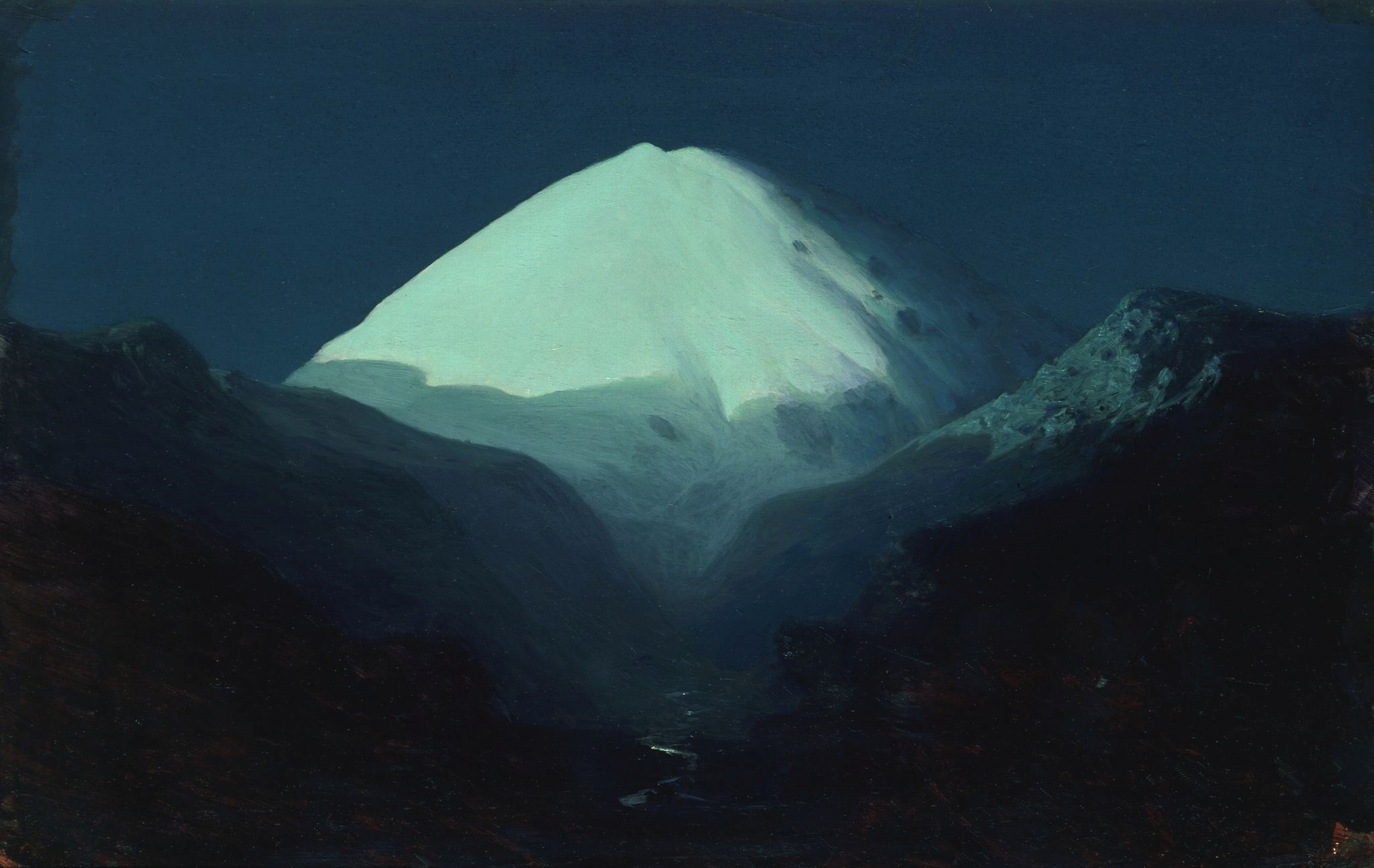
«Ельбрус. Місячна ніч» (1890–1895)
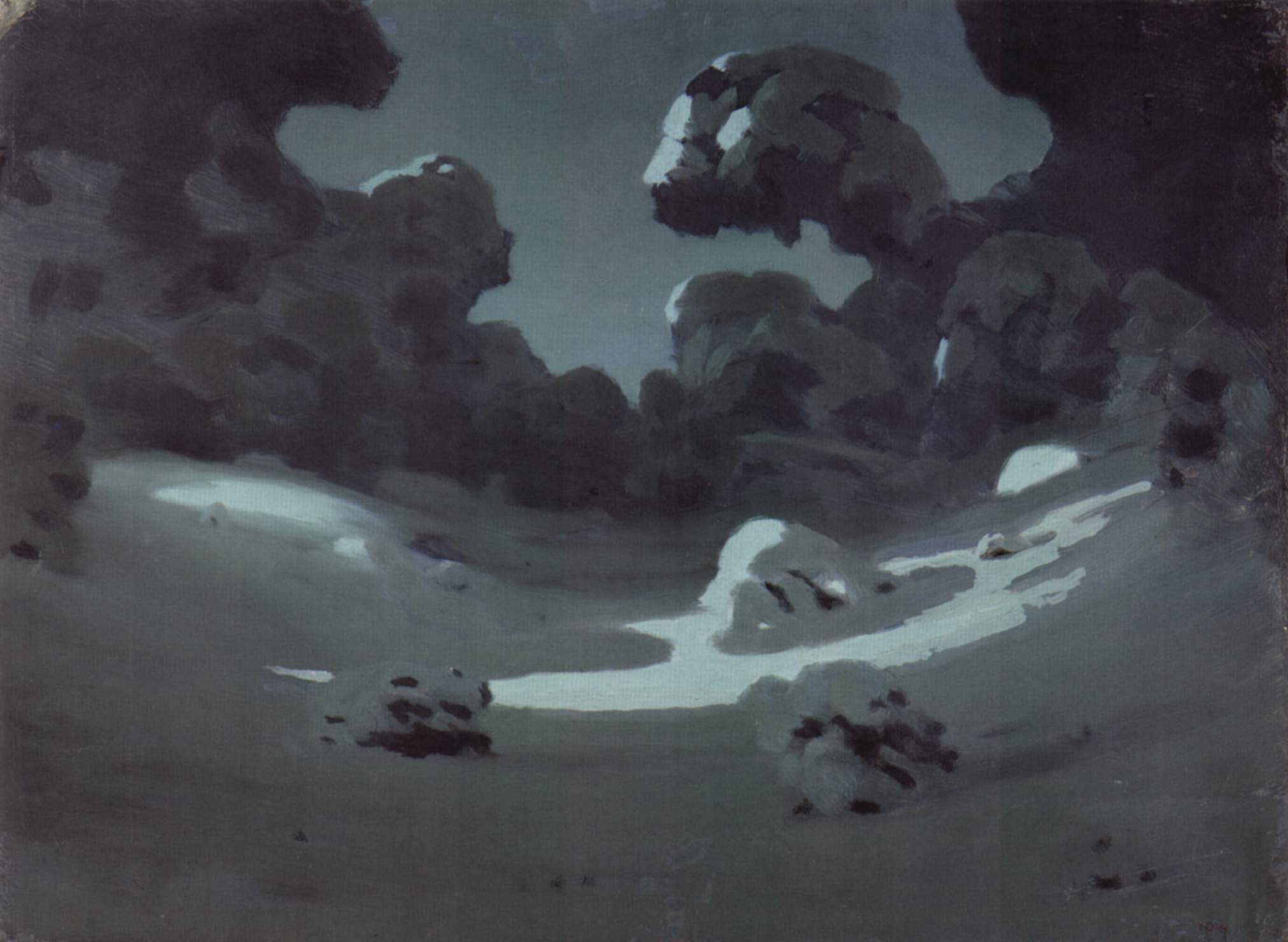
«Плями місячного сяйва у лісі. Зима»
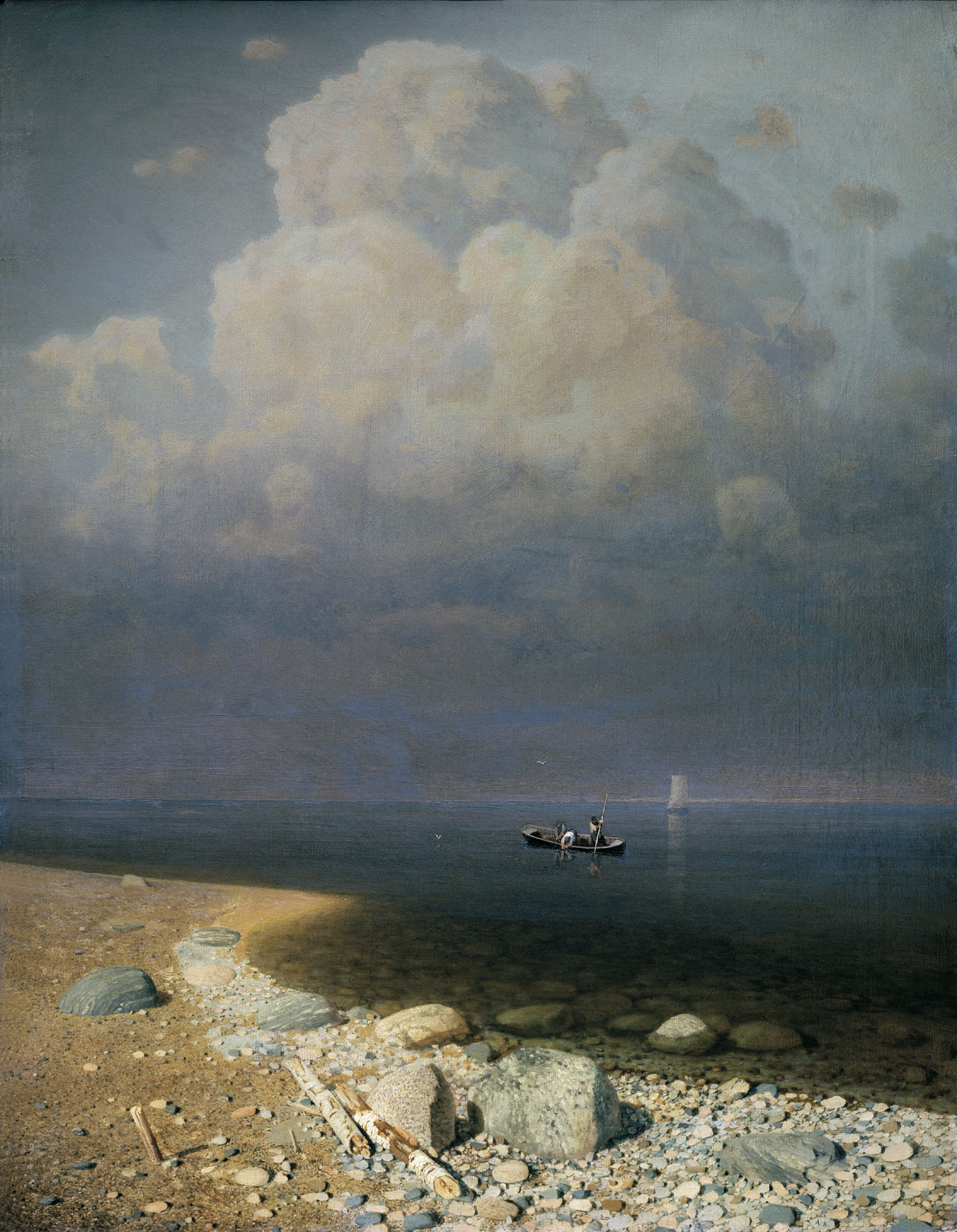
«Ладозьке озеро» (1873)
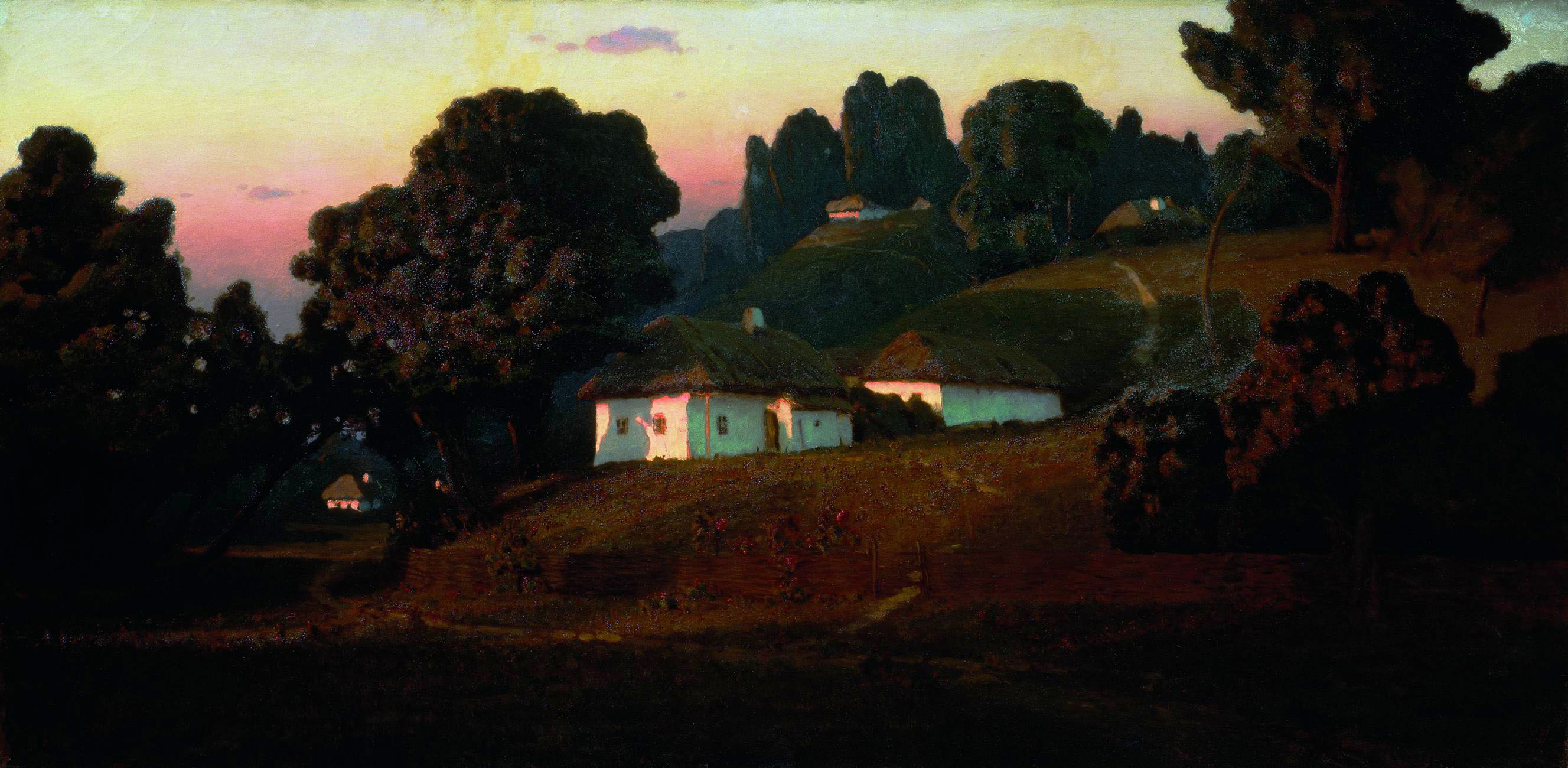
«Вечір в Україні» (1878)
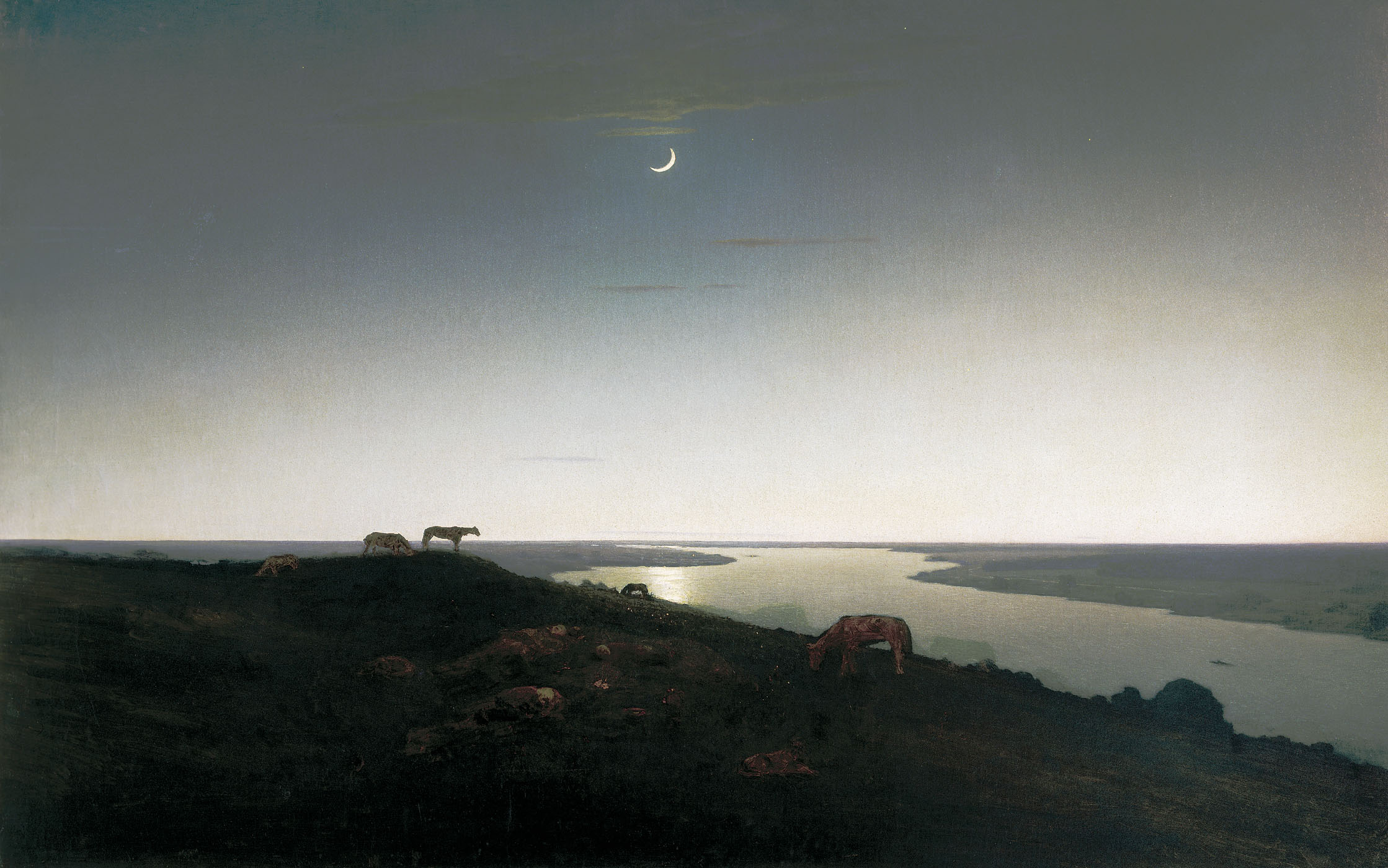
«Нічне» (1905–1908)
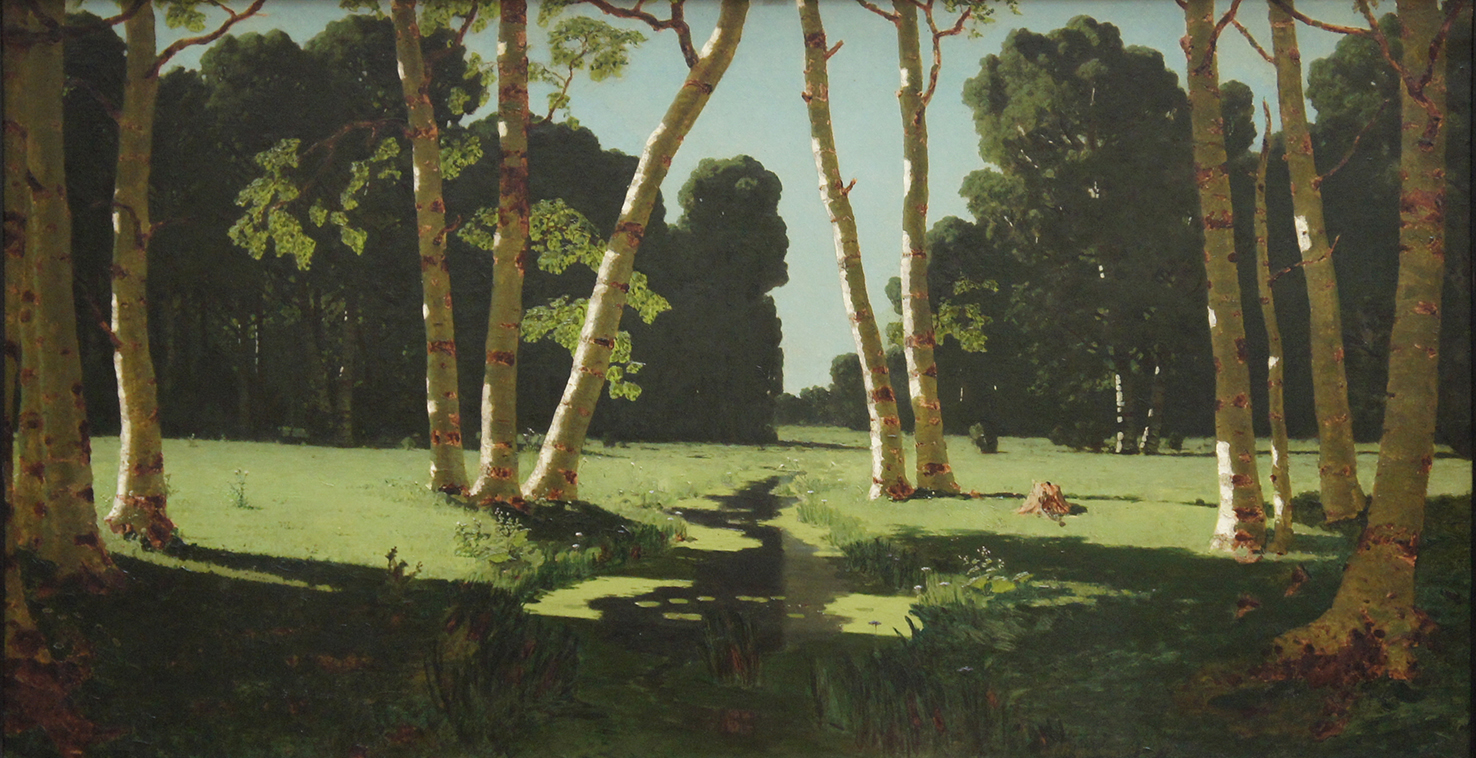
«Березовий гай» (1879)
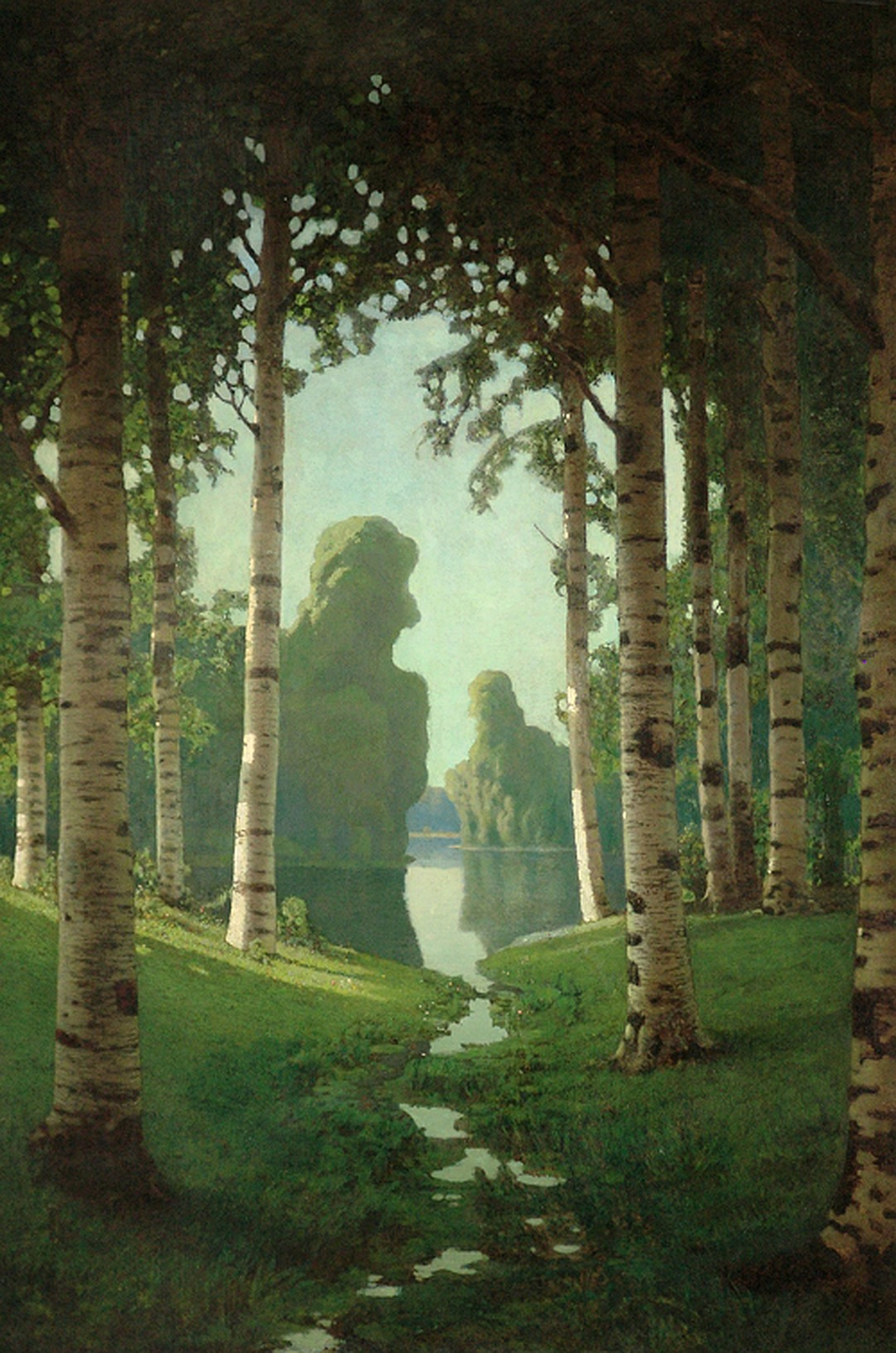
«Березовий гай» (1901)
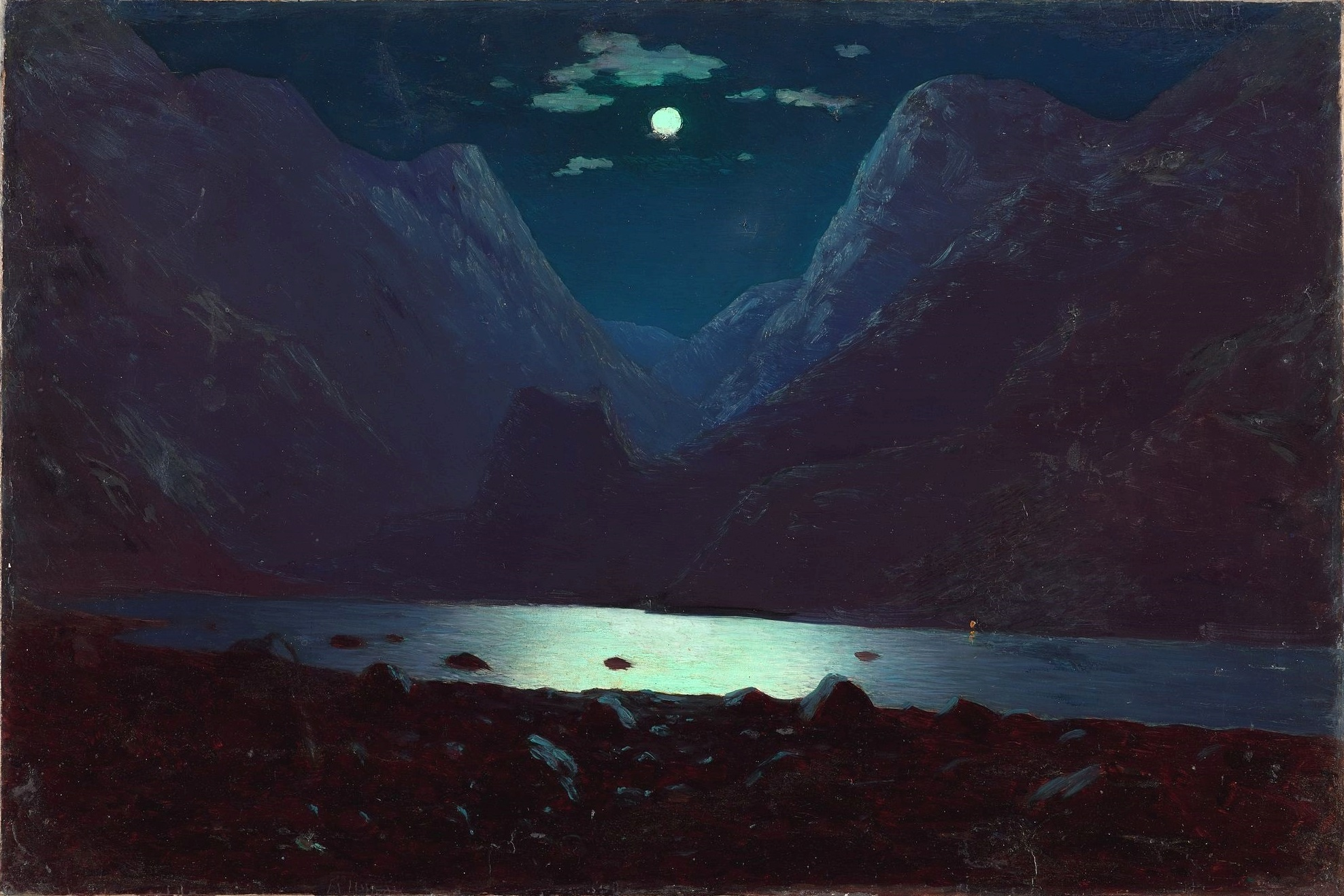
«Дарьяльська ущелина. Місячна ніч»
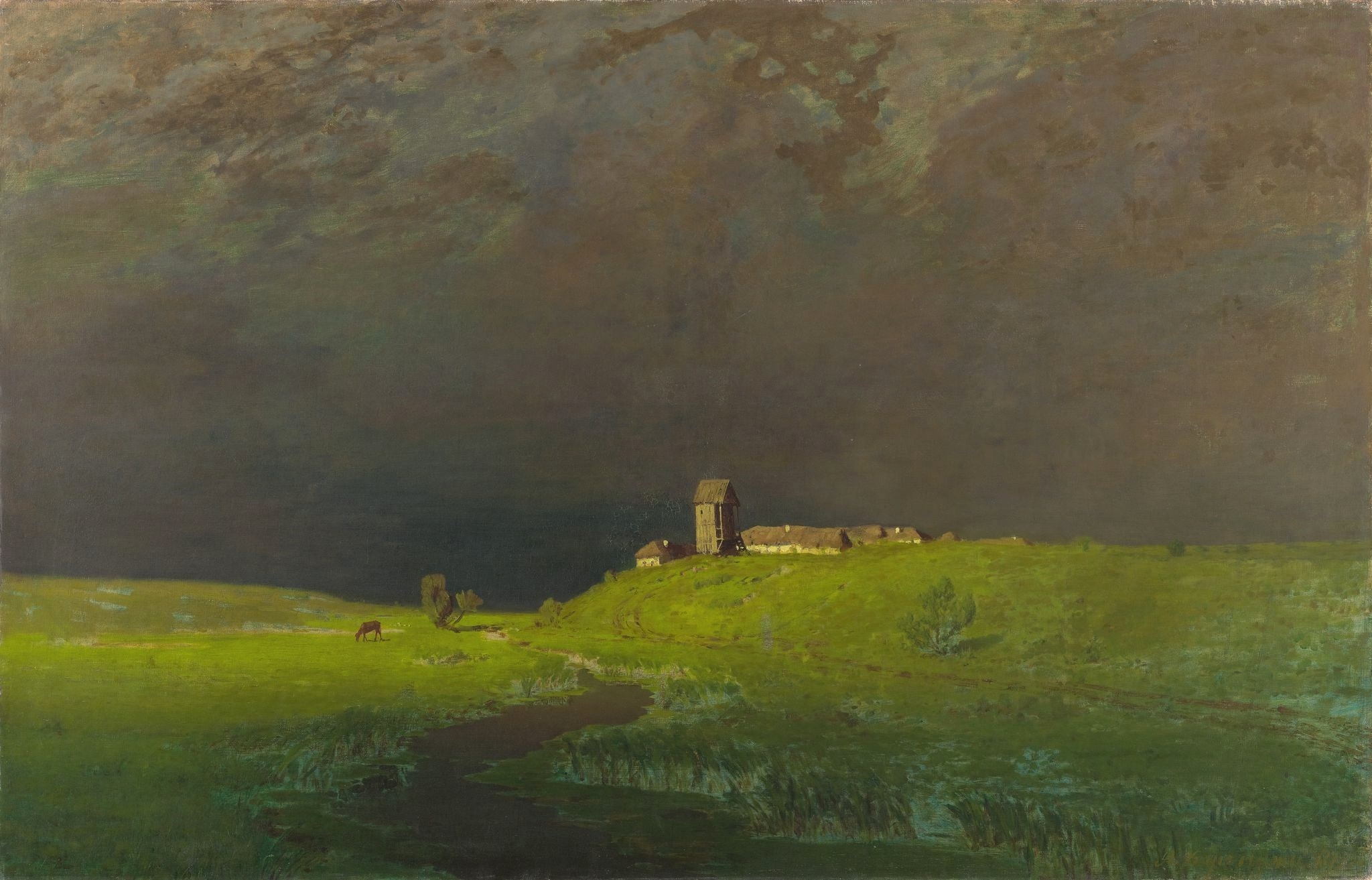
«Після дощу» (1879)
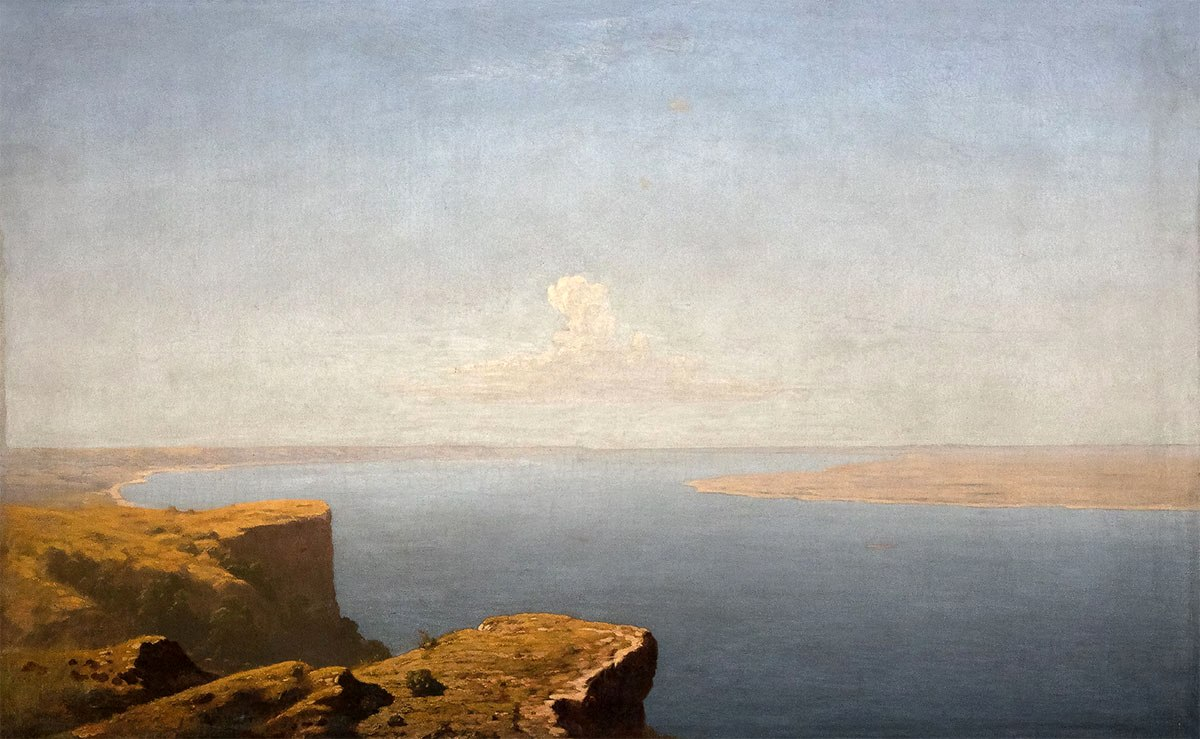
«Волга». Національний музей мистецтв Азербайджану, Баку
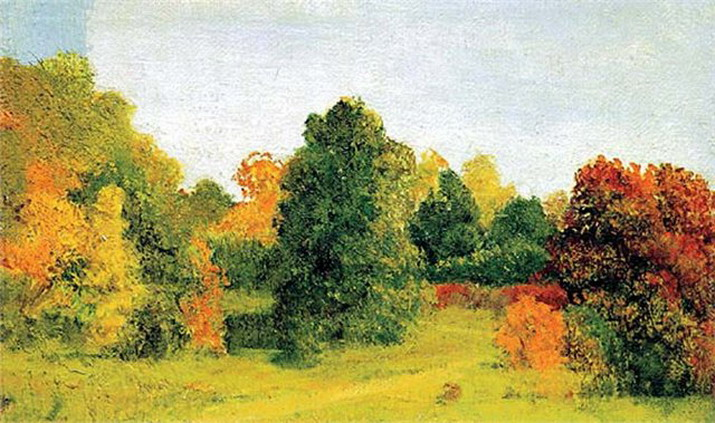
«Осінь», до (1890)

## Перелік картин Архипа Куїнджі (неповний)
| Картина | Назва                                        | Розміри         | Рік         | Місцезнаходження                                                                           |
| ------- | -------------------------------------------- | --------------- | ----------- | ------------------------------------------------------------------------------------------ |
|         | «Ісаакіївський собор у місячному освітленні» | 80 × 124,5 см   | 1869        | Смоленський художній музей                                                                 |
|         | «Хвилі»                                      |                 | 1870-і рр.  | Художній музей (Таганрог)                                                                  |
|         | «На Валаамі»                                 | 110 × 71,5 см   | 1872        | Тульський обласний художній музей                                                          |
|         | «На острові Валаамі»                         | 76 × 130 см     | 1873        | Третьяковська галерея, Москва                                                              |
|         | «Ладозьке озеро»                             | 79,5 × 62,5 см  | 1873        | Державний Російський музей, Петербург                                                      |
|         | «Забуте село»                                | 81,7 × 165 см   | 1874        | Третьяковська галерея, Москва                                                              |
|         | «Пейзаж»                                     |                 | 1874        | Луганський обласний художній музей                                                         |
|         | «Човен у морі. Крим»                         | 16 × 25,3 см    | до 1875     | Державний Російський музей, Петербург                                                      |
|         | «Тополі»                                     | 25,5 × 40,6 см  | до 1875     | Ростовський обласний музей образотворчих мистецтв                                          |
|         | «Осінь. Степ»                                | 19,8 × 34,8 см  | 1875        | Державний Російський музей, Петербург                                                      |
|         | «Хмари», ескіз                               |                 | 1875        | Державний Російський музей, Петербург                                                      |
|         | «Степ»                                       |                 | 1875        | Ярославський художній музей                                                                |
|         | «Степ з вітряком на тлі»                     | 69,5 × 109,5 см | 1875        | Ярославський художній музей                                                                |
|         | «Чумацький шлях у Маріуполі»                 | 106 × 213 см    | 1875        | Третьяковська галерея, Москва                                                              |
|         | «Дахи взимку»                                | 40 × 25 см      | 1876        | Державний Російський музей, Петербург                                                      |
|         | «Українська ніч»                             | 79 × 162 см     | 1876        | Третьяковська галерея, Москва                                                              |
|         | «Вітрильник на морі»                         | 38,4 × 26 см    | 1876        | Державний Російський музей, Петербург                                                      |
|         | «Захід сонця»                                | 22 x 35,2 см    | 1876        | Державний Російський музей, Петербург                                                      |
|         | "Повний місяць. Безсоння "                   | 25 x 30,2 см    |             |                                                                                            |
|         | «Захід сонця взимку над морем»               | 25 x 30,2 см    | 1890        | Державний Російський музей, Петербург                                                      |
|         | «Сонячні плями на снігу»                     | 24,4 × 27,2 см  | 1890        | Державний Російський музей, Петербург                                                      |
|         | «Захід сонця і дерева»                       |                 | 1890        | Ростовський обласний музей образотворчих мистецтв                                          |
|         | «Лісові дерева при заході сонця», ескіз      | 55 × 36,5 см    | 1878        | Вологодська обласна картинна галерея                                                       |
|         | «Сосна»                                      | 55 × 36,5 см    | 1878        | Сумський художній музей імені Никанора Онацького                                           |
|         | «Захід сонця в лісі»                         | 55 × 36,5 см    | 1878        | Картинна галерея Вірменії, Єреван                                                          |
|         | «Березовий гай», ескіз                       | 19 × 36,4 см    | 1879        | Державний художній музей (Нижній Новгород), закінчений варіант — Третьяковська галерея     |
|         | «Після дощу», ескіз                          |                 | 1879        | Державний Російський музей, Петербург, закінчений варіант — Третьяковська галерея          |
|         | «Північ»                                     | 132 × 103 см    | 1879        | Третьяковська галерея, Москва                                                              |
|         | «Після дощу»                                 | 102 × 159 см    | 1879        | Третьяковська галерея, Москва                                                              |
|         | «Березові стовбури»                          | 35 × 35 см      | 1879        | Пермська державна художня галерея                                                          |
|         | «Після бурі», ескіз                          | 102 × 159 см    | 1879        | Сумський художній музей імені Никанора Онацького                                           |
|         | «Після дощу»                                 |                 | 1879        | Бурятський республіканський художній музей ім. Ц. С. Сампилова                             |
|         | «Україна»                                    | 46 × 36 см      | 1879        | Державний художній музей (Нижній Новгород)                                                 |
|         | «Місячна ніч на Дніпрі»                      | 104 × 113 см    | 1879        | Третьяковська галерея, варіанти Російський музей, Петербург, Сімферополь, Картинна галерея |
|         | «Ніч»                                        |                 | 1880-ті рр. | Музей-квартира А. Куїнджі, Петербург                                                       |
|         | «Ранок на Дніпрі»                            | 105 × 167 см    | 1881        | Третьяковська галерея, Москва                                                              |
|         | «Краєвид Москви з Воробйових гір»            | 25 × 40,5 см    | 1882        | Державний Російський музей, Петербург                                                      |
|         | «Краєвид Москви з Москворецьким мостом»      | 25,5 × 42 см    | 1882        | Державний Російський музей, Петербург                                                      |
|         | «Московський Кремль з-за Замоскворіччя»      | 25 × 40 см      | 1882        | Державний Російський музей, Петербург                                                      |
|         | «Морське узбережжя»                          |                 | 1885        | Художній музей імені Васнецових, Вятка                                                     |
|         | «Гори»                                       |                 | до 1890     | Художній музей імені Васнецових, Вятка                                                     |
|         | «Вечір»                                      |                 | до 1890     | Київська національна картинна галерея, Київ                                                |
|         | «Крим. Яйла»                                 | 11 × 17,5 см    | до 1890     | Державний Російський музей, Петербург                                                      |
|         | «Ефект заходу сонця»                         | 39 × 53 см      | 1885-1890   | Державний Російський музей, Петербург                                                      |
|         | «Гірський схил і дерева», ескіз              |                 | до 1890     | Державний Російський музей, Петербург                                                      |
|         | «Морське узбережжя, Крим»                    |                 | до 1890     | Державний Російський музей, Петербург                                                      |
|         | «Ліс», ескіз                                 | 10,8 × 17,1 см  | 1887        | Третьяковська галерея, Москва                                                              |
|         | «Лісова галявина»                            | 11 × 17 см      | 1887        | Третьяковська галерея, Москва                                                              |
|         | «Берег моря»                                 |                 | 1887        | Художній музей імені Васнецових, Вятка                                                     |
|         | «Кипариси біля моря в Криму»                 | 10,8 × 17,3 см  | 1887        | Державний Російський музей, Петербург                                                      |
|         | «Стовбури дерев»                             |                 | до 1889     | Бурятський республіканський художній музей ім. Ц. С. Сампилова                             |
|         | «Березовий ліс»                              | 38 × 58 см      | до 1889     | Бурятський республиканський художній музей ім. Ц. С. Сампилова                             |
|         | «Соняшники. Крим», ескіз                     | 25 × 40.3 см    | до 1889     | Державний Російський музей, Петербург                                                      |
|         | «Берези в лісі»                              |                 | до 1890     | Державний Російський музей, Петербург                                                      |
|         | «Гора Ельбрус вдень»                         | 19,8 × 22,3 см  | до 1890     | Державний Російський музей, Петербург                                                      |
|         | «Лісове озеро.»                              | 38,4 × 55,5 см  | 1890        | Державний Російський музей, Петербург                                                      |
|         | «Червоний захід сонця»                       | 19,2 × 35,5 см  | 1890-1895   | Державний Російський музей, Петербург                                                      |
|         | «Зима»                                       | 12,5 × 18,5 см  | 1890-1895   | Єкатеринбурзький музей образотворчих мистецтв                                              |
|         | «Схід сонця»                                 | 84 × 49,5 см    | 1890-1895   | Воронезький обласний художній музей імені І. М. Крамського                                 |
|         | «Дар'ял. Місячна ніч»                        | 38 × 56,5 см    | 1890-1895   | Третьяковська галерея, Москва                                                              |
|         | «Пейзаж. Степ»                               | 33 × 61 см      | 1890-1895   | Третьяковська галерея, Москва                                                              |
|         | «Череда в степу»                             | 51 × 42 см      | 1890-1895   | Державний Російський музей, Петербург                                                      |
|         | «Озеро. Вечір»                               | 39 × 55 см      | 1890-1895   | Державний Російський музей, Петербург                                                      |
|         | «Відлига взимку»                             | 10,8 × 17,2 см  | 1890-1895   | Державний Російський музей, Петербург                                                      |
|         | «Зима. Халупки, занесені снігом»             |                 | 1890-1895   | Державний Російський музей, Петербург                                                      |
|         | «Гори в снігу»                               | 19 × 26,5 см    | 1890-1895   | Державний художній музей Чувашиї                                                           |
|         | «Ельбрус. Місячна ніч»                       | 36,5 × 55,4 см  | 1890-1895   | Третьяковська галерея,Москва                                                               |
|         | «Кавказ. Гори під снігом»                    | 38,8 × 52,9 см  | 1890-1895   | Третьяковська галерея,Москва                                                               |
|         | «Гори»                                       | 10 × 16 см      | 1890-1895   | Державний музей образотворчих мистецтв Татарстана                                          |
|         | «Рання весна»                                | 40,5 × 54 см    | 1890-1895   | Харківський художній музей                                                                 |
|         | «Сутінки»                                    | 38,7 × 55,5 см  | 1890-1895   | Державний Російський музей, Петербург                                                      |
|         | «Березовий гай. Плями сонного освітлення»    | 55 × 36,5 см    | 1890-1895   | Державний Російський музей, Петербург                                                      |
|         | «Осінь»                                      | 36,8 × 58,7 см  | 1890-1895   | Державний Російський музей, Петербург                                                      |
|         | «Кавказ. Гори в снігу»                       | 27 × 39,2 см    | 1890-1895   | Державний Російський музей, Петербург                                                      |
|         | «Захід сонця»                                |                 | 1890-1895   | Державний Російський музей, Петербург                                                      |
|         | «Після дощу»                                 |                 | 1890-1895   | Державний Російський музей, Петербург                                                      |
|         | «Хмарка»                                     |                 | 1896        | Бурятський республіканський художній музей ім. Ц. С. Сампилова                             |
|         | «Гора Ай-Петрі. Крим»                        | 39 × 53 см      | 1898-1908   | 27 січня 2018 року викрадена з Третьяковської галереї                                      |
|         | «Узбережжя і скеля»                          | 39,3 × 56,3 см  | 1898-1908   | Художній музей імені Васнецових, Вятка                                                     |
|         | «Лісове болото»                              | 10,9 × 17,3 см  | 1898-1908   | Державний Російський музей, Петербург                                                      |
|         | «Море. Крим.»                                | 54 × 40 см      | 1898-1908   | Державний Російський музей, Петербург                                                      |
|         | «Прозора вода. Похмурий день»                |                 | 1898-1908   | Державний Російський музей, Петербург                                                      |
|         | «Гай»                                        | 23,5 × 37,5 см  | 1898-1908   | Державний Російський музей, Петербург                                                      |
|         | «Захід сонця в степу»                        | 39,5 × 53 см    | 1898-1908   | Державний Російський музей, Петербург                                                      |
|         | «Ельбрус»                                    | 20 × 27,2 см    | 1898-1908   | Державний Російський музей, Петербург                                                      |
|         | «Ельбрус увечері»                            | 39,3 × 53,3 см  | 1898-1908   | Державний Російський музей, Петербург                                                      |
|         | «Рожевий захід сонця та Ельбрус»             |                 | 1898-1908   | Державний Російський музей, Петербург                                                      |
|         | «Ельбрус вдень»                              | 20 × 27,2 см    | 1898-1908   | Державний Російський музей, Петербург                                                      |
|         | «Туман у горах»                              |                 | 1898-1908   | Державний Російський музей, Петербург                                                      |
|         | «Парк у сонячному освітленні»                | 53,2 × 39,3 см  | 1898-1908   | Державний Російський музей, Петербург                                                      |
|         | «Хмара»                                      |                 | 1898-1908   | Державний Російський музей, Петербург                                                      |
|         | «Місячне освітлення в лісі взимку»           | 39 × 53,5 см    | 1898-1908   | Державний Російський музей, Петербург                                                      |
|         | «Захід сонця»                                |                 | 1898-1908   | Державний Російський музей, Петербург                                                      |
|         | «Березовий гай», ескіз                       |                 | 1898-1908   | Державний Російський музей, Петербург                                                      |
|         | «Крим. Далечінь»                             |                 | 1898-1908   | Державний Російський музей, Петербург                                                      |
|         | «Осінь. Туман»                               |                 | 1898-1908   | Державний Російський музей, Петербург                                                      |
|         | «Хмарка над гірською долиною»                |                 | 1898-1908   | Державний Російський музей, Петербург                                                      |
|         | «Ельбрус, освітлений сонцем»                 |                 | 1898-1908   | Державний Російський музей, Петербург                                                      |
|         | «Рибалки на Чорному морі»                    | 67 × 102,5 см   | 1900        | Хабаровськ                                                                                 |
|         | «Захід сонця в степу»                        | 39,5 × 57,5 см  | 1900        | Бурятський республіканський художній музей ім. Ц. С. Сампилова                             |
|         | «Вечір в Україні»                            | 81 × 163 см     | 1901        | Державний Російський музей, Петербург                                                      |
|         | «Веселка після дощу»                         | 25,9 × 31 ,8 см | до 1910     | Державний музей образотворчих мистецтв Татарстана                                          |
|         | «Веселка»                                    |                 | 1900-ті     | Художній музей (Таганрог)                                                                  |
|         | «Місячна ніч на морі»                        | 72,5 × 56,3 см  | до 1910     | Пермська державна художня галерея                                                          |
|         | «Дуби»                                       | 84 × 164 см     | 1900-1905   | Державний Російський музей, Петербург                                                      |
|         | «У Криму»                                    | 38 x 56,3 см    | 1900-1905   | Саратовський художній музей імені Радищева                                                 |
|         | «Крим»                                       | 140 × 210 см    | 1900-1905   | Державний Російський музей, Петербург                                                      |
|         | «Хмарка»                                     | 194 × 140 см    | 1900-1905   | Державний Російський музей, Петербург                                                      |
|         | «Веселка»                                    | 110 × 171 см    | 1900-1905   | Державний Російський музей, Петербург                                                      |
|         | «Березовий гай»                              | 163 × 115 см    | 1901        | Національний художній музей Білорусі, Мінськ                                               |
|         | «Христос у Гетсиманському саду»              |                 | 1901        | Воронцовський палац, Алупка, Крим                                                          |
|         | «Дніпро», ескіз                              | 21,7 × 34,5 см  | 1901        | Державний Російський музей, Петербург                                                      |
|         | «Дніпро»                                     |                 | 1901        | Псков, Росія                                                                               |
|         | «Червоний захід сонця»                       | 134,6 × 188 см  | 1905        | Музей мистецтва Метрополітен, Нью-йорк, ескіз — Художній музей імені Куїнджі, Маріуполь    |
|         | «Ніч»                                        | 107 × 169 см    | 1905-1908   | Державний Російський музей, Петербург                                                      |
|         | «Волга»                                      | 104,5 × 169 см  | 1905-1908   | Державний художній музей, Баку, Азербайджан                                                |
|         | «Квітник на Кавказі»                         | 11 × 17,5 см    | 1908        | Державний Російський музей, Петербург                                                      |
|         | «Захід сонця в лісі»                         | 40 × 57,5 см    | до 1910     | Бурятський республіканський художній музей ім. Ц. С. Сампилова                             |
|         | «Місячна ніч. Зима»                          | 22 × 34 см      | до 1910     | Челябінський державний музей образотворчих мистецтв                                        |
|         | «Пейзаж уночі»                               |                 | до 1910     | Обласний художній музей імені Сукачова (Іркутськ)                                          |
|         | «Степ ввечері»                               | 76,2 × 107,3 см | до 1910     | Пермська державна картинна галерея                                                         |
|         | «Сутінки в степу»                            |                 | до 1910     | Ставропольський краєвий музей образотворчих мистецтв                                       |
|         | «Зима»                                       |                 | до 1910     | Ставропольський краєвий музей образотворчих мистецтв                                       |
|         | «Казбек»                                     |                 | до 1910     | Пензенська обласна картинна галерея імені Савицького                                       |